# Chthonius longimanus
Espèce
Chthonius longimanus est une espèce de pseudoscorpions de la famille des Chthoniidae.

## Distribution
Cette espèce est endémique du Monténégro. Elle se rencontre dans la grotte Vilina Pećina à Miločani.

## Description
La femelle holotype mesure 1,93 mm.

## Publication originale
- Ćurčić, Makarov, Rađa, Dimitrijević & Ilić, 2011 : Chthonius (Globochthonius) globimanus n. sp. and Chthonius (Chthonius) longimanus n. sp., Two New Pseudoscorpions from a Cave in Montenegro. Acta Zoologica Bulgarica, vol. 63, no 3, p. 223-230.